# Pseudobryobia nikitensis
Pseudobryobia nikitensis är en spindeldjursart som först beskrevs av Livshits och P. Mitrofanov 1969.  Pseudobryobia nikitensis ingår i släktet Pseudobryobia och familjen Tetranychidae. Inga underarter finns listade i Catalogue of Life.